# Phaeobotryon
Phaeobotryon is een geslacht van schimmels behorend tot de familie Botryosphaeriaceae. De typesoort is Phaeobotryon cercidis.

## Soorten
Volgens Index Fungorum telt het geslacht tien soorten (peildatum februari 2022):
| Soortnaam               | Auteur(s)                                 | Publicatiejaar |
| ----------------------- | ----------------------------------------- | -------------- |
| Phaeobotryon aplosporum | M. Pan & X.L. Fan                         | 2019           |
| Phaeobotryon cercidis   | (Cooke) Theiss. & Syd.                    | 1915           |
| Phaeobotryon cupressi   | Abdollahz., Zare & A.J.L. Phillips        | 2009           |
| Phaeobotryon mamane     | Crous & A.J.L. Phillips                   | 2008           |
| Phaeobotryon negundinis | Daranag., Bulgakov & K.D. Hyde            | 2016           |
| Phaeobotryon quercicola | (A.J.L. Phillips) Crous & A.J.L. Phillips | 2008           |
| Phaeobotryon rhoinum    | X.L. Fan                                  | 2018           |
| Phaeobotryon rhois      | C.M. Tian, X.L. Fan & K.D. Hyde           | 2015           |
| Phaeobotryon spiraeae   | L.X. Zhang & X.L. Fan                     | 2021           |
| Phaeobotryon ulmi       | W. Zhang & Crous                          | 2021           |